# (4004) Listʹev
(4004) Listʹev (1971 SN1) – planetoida z pasa głównego asteroid okrążająca Słońce w ciągu 5,45 lat w średniej odległości 3,09 j.a. Odkryta 16 września 1971 roku. Nazwa planetoidy pochodzi od nazwiska rosyjskiego dziennikarza i prezentera telewizyjnego, Władisława Listjewa.